# آوای نو
آوای نو نخستین نشریه برقی - چاپی درون افغانستان بود که در سال‌های ۲۰۰۲ و ۲۰۰۳ میلادی در شهر هرات افغانستان، به سردبیری ستار سعیدی منتشر می‌شد.
سایت اینترنتی این نشریه، در اواسط سال ۲۰۰۲ میلادی به نام نگین آسیا، شامل اخبار، تحلیل و نگاره‌هایی از افغانستان، نخست در شهر مشهد ایران ایجاد شد و کار چاپ و انتشار نشریه، در شهر هرات آغاز شد.
در آرشیو/بایگانی سایت اینترنتی آوای نو، ایجاد کنندگان این نشریه، به این ترتیب معرفی شده‌اند:
سردبیر: ستار سعیدی
حمایت کنندگان: میرویس صادق و نصیراحمد علوی
مشاور فرهنگی: عبدالغفور آرزو
همچنین خط مشی نشراتی آوای نو، اینگونه معرفی شده است: «آوای نو، صدای حرکت تکاملی سرزمین باستانی افغانستان به سمت جامعه مدنی است. عدالت اجتماعی دموکراسی و پلورالیزم سیاسی سه شاخصه‌ای است که با معرفت پویای دینی جامعه را به سمت کمال جهت می‌دهد.»